# Upton (Dorset)
Upton – miasto w Anglii, w hrabstwie Dorset, w dystrykcie (unitary authority) Dorset. Leży 29 km na wschód od miasta Dorchester i 158 km na południowy zachód od Londynu.